# Ruta Provincial 42 (Catamarca)
La Ruta Provincial 42 es una carretera parcialmente pavimentada de 76 km que se encuentra al este de la provincia. Constituye el camino más corto entre la capital provincial, San Fernando del Valle de Catamarca, y la ciudad de Santiago del Estero.
Antiguamente formaba parte de la Ruta Nacional 64. Hoy es ruta provincial y la Nacional 64 va desde Santiago del Estero, pasando por Lavalle, Las Cañas, Bañado de Ovanta y Los Altos hasta llegar a Huacra en el límite Catamarca-Tucumán.
La ruta comienza en el empalme con la Ruta Nacional 38, en la localidad de El Portezuelo, cruzando las Sierras de El Alto-Ancasti por la Cuesta del Portezuelo, un camino de cornisa pavimentado de 16 km de extensión en el que se sube de 660 m s. n. m. a 1680 m s. n. m.
Luego el camino toma el rumbo noreste, siguiendo la topografìa montañosa, por las pequeñas localidades de Tintigasta y Guayamba. En este tramo de 29 km la ruta es ripiada hasta Tintigasta.
El camino continúa por El Alto, finalizando en el empalme con la Ruta Nacional 64 en la localidad de Las Cañas. El tramo Tintigasta-Las Cañas está asfaltado.